# 30 for 30
30 for 30 è un singolo della cantautrice statunitense SZA e del rapper statunitense Kendrick Lamar, pubblicato il 7 gennaio 2025 come secondo estratto dalla riedizione del secondo album in studio Lana.

## Descrizione e pubblicazione
Il brano è stato definito come tra "i più spavaldi" della discografia della cantautrice, che le permette di "celebrare i suoi successi". La canzone si apre con una parte parlata, tratta da un campionamento del brano I Call Your Name del gruppo R&B/funk statunitense Switch, in cui la cantante, riprendendo le parole del brano, cerca di lasciarsi alle spalle "comportamenti immaturi, dubbi dolorosi e insicurezze" e tenta di affrontare questi problemi in modo diretto.
Contestualmente, nel brano Kendrick Lamar prende in giro un'ex amica di SZA per il suo modo di esprimere la femminilità, che secondo il rapper viene rappresentata in modo più accentuato di quello della cantante stessa. Alcuni ascoltatori e critici hanno ipotizzato che il testo contenga riferimenti al rapper canadese Drake, con cui Lamar è stato in conflitto per gran parte del 2024, mentre il titolo della traccia potrebbe essere un richiamo al brano 30 for 30 Freestyle di Drake, pubblicato nel 2015.
30 for 30 è stato pubblicato insieme al singolo BMF, entrambi inviati alle radio statunitensi il 7 gennaio 2025.

## Tracce
Download digitale
Testi e musiche di Anthony Jermaine White, Gregory Williams, Kendrick Lamar, Michael Uzowuru, Robert DeBarge, Solána Rowe.
1. 30 for 30 (with Kendrick Lamar) – 4:38

## Formazione
- SZA – voce
- Kendrick Lamar – voce
- J White Did It – produzione, programmazione
- Michael Uzowuru – produzione, arrangiamento
- Hector Castro – ingegneria, missaggio
- Ray Charles Brown Jr. – ingegneria, missaggio
- Sean Matsukawa – ingegneria, missaggio
- Tommy Turner – assistenza ingegneria
- Dale Becker – mastering
- Adam Burt – assistenza mastering
- Katie Harvey – assistenza mastering
- Noah McCorkle – assistenza mastering
- Caleb Laven – missaggio
- Johnny May – archi, sintetizzatore

## Accoglienza
Nel recensire l'album Lana, la giornalista di Billboard Mackenzie Cummings-Grady ha posizionato 30 for 30 al quarto posto della classifica dei migliori brani contenuti nel progetto discografico, definendola un ulteriore esempio di come SZA e Kendrick Lamar "tirino fuori il meglio l'uno dall'altra". Secondo Cummings-Grady, lo stile "spavaldo e sicuro di sé" di Lamar ha influenzato SZA, spingendola a vivere il brano come una sorta di "giro della vittoria".
Mya Abraham di Vibe ha descritto la canzone come "un successo immediato e un'ossessione". Per i redattori di The Express Tribune, 30 for 30 rappresenta un nuovo capitolo della "fortunata collaborazione" tra i due artisti, dopo i loro precedenti lavori su GNX.

## Andamento in classifica
30 for 30 ha debuttato in vetta alla Hot R&B Songs redatta da Billboard, diventando il settimo brano di SZA e il secondo di Lamar a riuscirci. Il risultato è stato possibile grazie a 17,5 milioni di streaming, 2 000 copie digitali vendute e 385 000 di audience radiofonica. Inoltre, SZA è riuscita a infrangere il record per il maggior numero di brani al numero uno nella classifica tra le artiste donne. Nella Billboard Hot 100 statunitense il brano ha debuttato alla posizione 45 nella settimana di pubblicazione del 4 gennaio 2025. A seguito dell'esibizione di Kendrick Lamar e SZA all'Halftime Show della 59ª edizione del Superbowl, nonostante non fosse parte dei brani eseguiti, 30 for 30 ha guadagnato posizioni nella classifica statunitense raggiungendo il decimo posto.

## Classifiche
| Classifica (2024–2025) | Posizione massima |
| ---------------------- | ----------------- |
| Australia              | 39                |
| Canada                 | 31                |
| Filippine              | 35                |
| Grecia                 | 45                |
| Irlanda                | 55                |
| Islanda                | 38                |
| Lituania               | 93                |
| Nuova Zelanda          | 22                |
| Regno Unito            | 21                |
| Singapore              | 9                 |
| Stati Uniti            | 10                |
| Svezia                 | 96                |